# SAKO Brno

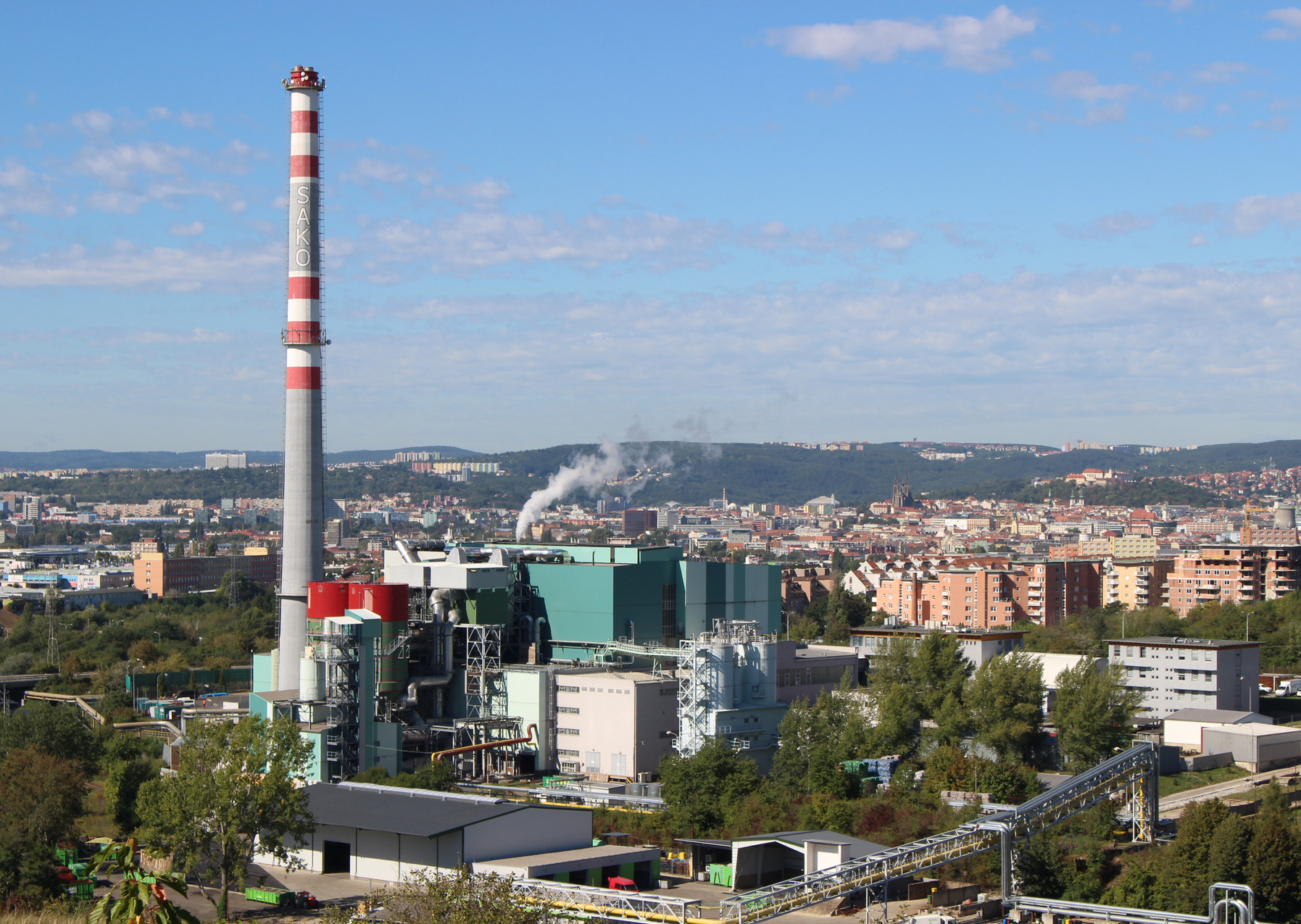
Spalovna komunálního odpadu Brno ze Stránské skály

SAKO Brno, a.s. je akciová společnost založená roku 1994, která v Brně provozuje svoz odpadu a spalovnu odpadů. Do roku 2013 nesla plný název Spalovna a komunální odpady Brno, akciová společnost.

## Provoz
Celkem tři divize (správní, svoz odpadu, ZEVO) zajišťují zejména:
- Svoz komunálního a vybraného průmyslového odpadu.
- Energetické využití komunálního odpadu.
- Sběr a svoz separovaného skla, PET lahví a papíru.
- Ekologickou likvidaci nelegálních skládek.
- Pronájem velkoobjemových kontejnerů.
- Pronájem a prodej širokého sortimentu odpadových nádob.
- Při poškození nebo zničení pronajatých nádob bezplatnou výměnu.
- Mimořádný odvoz odpadů na objednávku.
- Centrální dispečink odvozu odpadů ze sběrných středisek odpadů a sběrných dnů.
- Poradenskou činnost v oboru nakládání s odpady.
- Provozování sběrných středisek odpadu v Brně.

### Svoz odpadu
V roce 2023 svoz odpadu z celkem 68 tis. sběrných nádob zajišťovalo celkem 48 posádek, z toho 25 bylo vyhrazeno pro svoz směsného komunálního odpadu (SKO) a 20 pro svoz tříděného odpadu. Přibližně 20 vozidel využívalo alternativní pohon (CNG, elektřina).
| Druh odpadu | 2011   | 2014   | 2017   | 2020   | 2023   |
| ----------- | ------ | ------ | ------ | ------ | ------ |
| SKO         | 70 303 | 66 866 | 67 439 | 69 469 | 65 244 |
| Papír       | 7 087  | 9 801  | 9 504  | 7 979  | 6 086  |
| Plast       | 1 144  | 1 625  | 2 763  | 3 819  | 3 777  |
| Sklo        | 3 316  | 3 123  | 3 828  | 4 861  | 4 450  |

### ZEVO – zařízení na energetické využití odpadů
V roce 2014 spalovna využila 236 tis. tun odpadu a poskytla 1 PJ tepla a 46,4 GWh elektřiny. V roce 2023 bylo navezeno rekordních 247 tis. tun odpadu, čímž byla téměř dosažena max. zpracovatelská kapacita ve výši 248 tis. tun. Ve stejném roce bylo vyrobeno 73 GWh elektřiny, z toho 54 GWh bylo dodáno do distribuční soustavy. Výroba tepla činila 2,5 mil. GJ, z čehož 1,2 mil. GJ bylo dodáno odběratelům (z 97 % městské společnosti Teplárny Brno, a.s.). Vedle energií bylo termickou likvidací odpadů získáno také cca 3 900 tun železa a 360 tun neželezných kovů.
| Region               | Množství [t] | Podíl [%] |
| -------------------- | ------------ | --------- |
| Brno                 | 95 333       | 39        |
| Jihomoravský kraj    | 100 040      | 40        |
| Olomoucký kraj       | 17 265       | 7         |
| Moravskoslezský kraj | 532          | 0         |
| Pardubický kraj      | 8 661        | 4         |
| Zlínský kraj         | 7 920        | 3         |
| Kraj Vysočina        | 18 146       | 7         |